# Юровский, Леонид Наумович
Леони́д Нау́мович Юро́вский (24 октября 1884, Одесса — 17 сентября 1938) — российский экономист.

## Биография
Родился в семье одесского купца I гильдии, потомственного почётного гражданина Наума Яковлевича Юровского (1838—1907) и его жены Берты Моисеевны (в девичестве Мендрахович, 1852—?), уроженки Брод. Отец владел конторами по экспорту и импорту зерна на Пушкинской, Еврейской и Греческой улицах и в доме Рафаловича в Воронцовском переулке, покончил с собой 9 февраля 1907 года. 
1 августа 1895 года зачислен сразу во второй класс 2-й Одесской гимназии, закончил её с золотой медалью (с одной четвёркой по географии). 5 июля 1902 года в Софийском кафедральном соборе в Киеве принял православное крещение. В 1902 зачислен в Санкт-Петербургский политехнический институт по электромеханической специальности. Но 5 ноября того же года при поддержке заведующего кафедрой статистики А. А. Чупрова переведён на экономическое отделение. По окончании института командирован за границу: как отличный студент с 1 марта по 1 сентября 1905 года направлен слушать лекции в Берлинский университет. Учился также в университете Мюнхена. 21 мая 1908 году защитил итоговую работу на тему «Русский хлебный рынок. Опыт статистического исследования» в Петербургском политехническом институте. В 1910 защитил докторскую диссертацию в Мюнхенском университете. По словам П. Б. Струве «ближайший ученик профессоров Экономического Отделения Петроградского Политехнического Института и Брентано» («Экономический Вестник», Берлин, 1923, № 2, с. 252).
С 1907 по 1918 год сотрудничал с московской газетой «Русские Ведомости». Преподавал политэкономию в Московском коммерческом институте и экономическую политику в Народном университете им. Шанявского. В конце 1915 года был призван на военную службу, получил чин прапорщика, командовал артиллерийской батареей на Румынском фронте.

Мемориальная плита в Суздале (Спасо-Евфимиев монастырь)

В августе 1917 назначен управляющим Особым статистико-экономическим отделом министерства продовольствия Временного правительства. Октябрьскую революцию встретил враждебно. В ноябре 1917 переехал в Саратов, где работал до осени 1921 профессором, деканом факультета общественных наук Саратовского университета, ректором организованного в 1918 института народного хозяйства, членом губернской плановой комиссии. Там же в 1919 году издал монографию «Очерки по теории цены», получившую высокую оценку П. Б. Струве.
Осенью 1921 года Юровский переехал в Москву, был назначен заведующим отделом иностранной статистики Центрального статистического управления (ЦСУ). В Петровской сельскохозяйственной академии начал читать курс «Торговля сельскохозяйственными продуктами и торговая политика». Опубликованный в 1922 году его статистический обзор «Мировой рынок пшеницы» стал существенным явлением в науке о мировых рынках сельскохозяйственной продукции.
Вошёл в число специалистов по денежному обращению, которые с осени 1921 привлекались правительством для подготовки денежной реформы. С 10 августа 1922 года был заместителем начальника валютного управления Наркомфина, в сферу деятельности которого входило регулирование всей денежной политики. В июле 1923 года стал начальником валютного управления. В феврале 1926 года был назначен членом коллегии Наркомфина несмотря на то, что оставался беспартийным.
Борис Бажанов вспоминал: 
..Народный комиссар финансов Сокольников, проводящий дежурную реформу, представляет на утверждение Политбюро назначение членом коллегии Наркомфина и начальником валютного управления профессора Юровского. Юровский — не коммунист, Политбюро его не знает. Кто-то из членов Политбюро спрашивает: "Надеюсь, он не марксист?" — "Что вы, что вы, — торопится ответить Сокольников, — валютное управление, там надо не языком болтать, а уметь дело делать". Политбюро утверждает Юровского без возражений.
В 1930 году арестован по делу «Трудовой крестьянской партии» и в 1932 приговорён коллегией ОГПУ к 8 годам тюремного заключения. Содержался в Суздальском политизоляторе. В конце 1934 актирован (освобождён по болезни). При этом ему было запрещено жить в 15 крупнейших городах. Поселился в посёлке Середа Ивановской области, устроился там на работу бухгалтером. С конца 1936 года получил разрешения на жизнь в Москве. Зарабатывал переводами, работал консультантом в планово-экономическом отделе «Севморпути». 27 декабря 1937 года вновь арестован. 17 сентября 1938 года осуждён по обвинению в контрреволюционной деятельности и в тот же день расстрелян. Место захоронения — расстрельный полигон «Коммунарка». Реабилитирован 1 июня 1963 года Военной коллегией Верховного Суда СССР.

## Семья
- Два единокровных брата и три сестры от первого брака отца с Софьей Борисовной урождённой Штейн[1].
- Пятеро родных братьев и сестёр[1].
- Жена — Роза Карповна (Вартуи Карапетовна) Юровская, урождённая Энгеева (1888—1969). Похоронена в Москве на Армянском кладбище.
  - Сын — Юрий (Георгий Леонтьевич, в документах) (1920, с. Вольское Саратовской области[15] — 3 января 1943), женат на Нине Ивановне урождённой Клушанцевой. Во время войны в эвакуации в с. Коурак Тогучинского района Новосибирской области, откуда ушёл добровольцем на фронт. Умер в госпитале 483 медсанбата и 5 гвардейского ОМСБ[16] от заворота кишок[13]. Похоронен в братской могиле в 150 м от хутора (так в источнике) Егорьевского Козельского района Смоленской области (ныне Калужской обл.[17]).

## Адреса
- 1903 — Одесса, ул. Греческая, 50[1].
- 1937 — Москва, Малый Николопесковский пер., д. 11, кв. 18[18].

## Сочинения
- Leo Jurowsky. «Der russische Getreideexport, seine Entwickelung und Organisation». // Münchener volkswirtschaftliche Studien. B. 105. Druck der Union, 1910. 196 S.
- «На Дальнем Востоке» (1913) — под псевдонимом «Юр. Лигин»
- «Очерки по теории цены» (1919)
- «Саратовские вотчины. Статистико-экономические очерки и материалы из истории крупного землевладения и крепостного хозяйства в конце XVIII и в начале XIX столетия» (1923)
- «На путях к денежной реформе» (1924)
- «Currency problems and policy of the Soviet Union» (1925)
- Наше хозяйственное положение и ближайшие задачи экономической политики — М.: Финансовое изд-во, 1926. — 50 с.
- «К проблеме плана и равновесия в советской хозяйственной системе» (1926)
- «Современные проблемы денежной политики» (1926)
- Денежная политика Советской власти. 1917—1927 — М.: Финансовое изд-во, 1928. — 401 с.
- «Основы кредитной политики» (1929)
- «Денежная политика советской власти (1917—1927). Избранные статьи». — М.: «Начала-Пресс», 1996.